# Amu Nouruz

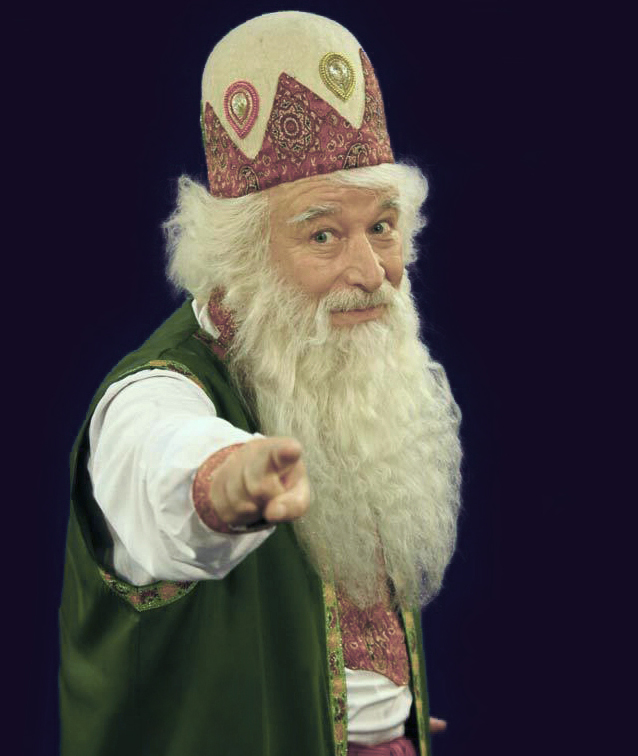
Ein Schauspieler in der Rolle des Amu Nouruz

Amu Nowruz (persisch عمو نوروز, DMG Amu Nouruz, ‚Onkel Nouruz‘), auch bekannt als Baba Nowruz (بابا نوروز, DMG Bābā Nouruz), ist eine Figur der iranischen Volkskultur. Er erscheint jedes Jahr zu Beginn des Frühjahrs gemeinsam mit seinem Gefährten Hadschi Firuz, um den Beginn des iranischen Neujahrs, Nouruz, anzukündigen und trifft auf Naneh Sarma.
Am Vorabend der Tages- und Nachtgleiche, wenn im iranischen Kulturbereich der Beginn des Neuen Jahres gefeiert wird, bringt Amu Nouruz den Kindern Geschenke, ähnlich seinen Entsprechungen im christlichen Kulturbereich, etwa dem Weihnachtsmann.
Er ist der Ehemann von Naneh Sarma, dem Mütterchen Frost. Beide sind durch eine Erzählung ihrer Liebe verbunden, die erklärt, warum sie nur einmal im Jahr am Neujahrstag zusammentreffen können.
In der mündlich überlieferten Legende bereitet sich Naneh Sarma auf die Ankunft von Onkel Nouruz sorgfältig vor, putzt das Haus, bereitet den Haft-Sin-Tisch, macht sich schön, schläft beim Warten aber ein. Er nähert sich ihr auf seinem braunen Pferd, während die Blumen auf seinem Weg erblühen, er beschenkt sie, während sie schläft, verzichtet aber darauf, sie zu wecken. Als sie aufwacht, ist er schon wieder weiter gegangen, so dass sie wieder ein Jahr auf seine Wiederkunft warten muss. Oft wird diese Geschichte mit der Weissagung verbunden, dass die Welt untergehe, wenn beide wirklich zusammentreffen.
Es gibt Varianten, in denen Amu Nouruz der Sohn von Naneh Sarma ist. In einem Teil der Volksüberlieferung wird Amu Noruz von Simorgh von den Bergen herab getragen.
Amu Nouruz wird als älterer grau- oder weißhaariger und meist vollbärtiger Mann beschrieben, der einen Filzhut trägt, eine Schärpe, einen langen blauen Mantel, einen Wanderstab, dünnsohlige Sandalen (Giweh) und ein Paar Leinenhosen. Er erscheint als Weiser, der die alte Geschichte des Neujahrs an die Jugend weitergibt. Hadschi Firuz spielt dazu auf seinem Tamburin, tanzt und verlangt die Geschenke, die Amu Nouruz mitbringt.